# Methanobacteriota
Methanobacteriati
Règne
Phylum
Les Methanobacteriota, uniques représentants du règne des Methanobacteriati, sont un phylum de procaryotes du domaine des Archées. Ce phylum correspond à celui des Euryarchaeota, au nom invalidement publié.

## Description
Ce phylum correspond à celui des Euryarchaeota, au nom invalidement publié.
Ces archées sont morphologiquement diversifiées et se présentent sous forme de bacilles, de cocci, de cocci irréguliers, de cellules en forme de lancette, de spirale, de disque, de triangle ou de carré. Les cellules se colorent à Gram positif ou à Gram négatif en fonction de la présence ou de l'absence de pseudomuréine dans les parois cellulaires. Chez certaines classes, les parois cellulaires sont entièrement constituées de protéines ou peuvent être totalement absentes (comme chez les Thermoplasmata).
Ce phylum comprend notamment :
- tous les méthanogènes : Methanobacteria (méthanobactéries), Methanococci (méthanocoques), Methanomicrobia et Methanopyri, qui produisent du méthane CH4 par méthanogenèse et se rencontrent dans les environnements les plus variés allant des sédiments marins à la flore intestinale de nombreux animaux dont l'Homme ;
- les Halobacteria (halobactéries), qui sont halophiles et donc capables de se développer dans des eaux très salines ;
- certaines archées hyperthermophiles aérobies et anaérobies : Thermococcus (thermocoques), Thermoplasmata.

## Systématique
Le nom correct complet (avec auteur) de ce phylum est Methanobacteriota Garrity & Holt 2023. Celui du règne est Methanobacteriati (Garrity & Holt 2023) Oren & Göker 2024. Le genre type est Methanobacterium Kluyver & van Niel 1936, qui donne son nom au phylum et au règne, avec les terminaisons officielles de la nomenclature procaryote.

### Synonymes
Methanobacteriota Garrity & Holt 2023 a pour synonymes :
- Candidatus Altarchaeia Rinke et al. 2021
- Candidatus Altarchaeota corrig. Seitz et al. 2016
- Candidatus Altiarchaeota Seitz et al. 2016
- Euryarchaeota Garrity & Holt 2001
- Halobacteriota Chuvochina et al. 2024
- Halobacteriota Rinke et al. 2021
- Methanobacteraeota Oren et al. 2015
- Methanobacteriota Whitman et al. 2018
- Thermoplasmatota Chuvochina et al. 2024
- Thermoplasmatota Rinke et al. 2021

Methanobacteriati (Garrity & Holt 2023) Oren & Göker 2024 a pour synonyme :
- Euryarchaeida Luketa 2012

### Liste des classes
Selon la LPSN (13 mars 2025) :
- Archaeoglobi Garrity & Holt 2002
- Halobacteria Grant et al. 2002
- Methanobacteria Boone 2002
- Methanococci Boone 2002
- Methanonatronarchaeia Sorokin et al. 2018
- Methanopyri Garrity & Holt 2002
- Methanosarcinia Chuvochina et al. 2024
- Thermococci Zillig & Reysenbach 2002
- Thermoplasmata Reysenbach 2002

### Publications originales
- Phylum des Methanobacteriota : (en) Markus Göker et Aharon Oren, « Valid publication of four additional phylum names », International Journal of Systematic and Evolutionary Microbiology, vol. 73, no 9,‎ 2023, p. 006024 (ISSN 1466-5034, DOI 10.1099/ijsem.0.006024, lire en ligne , consulté le 13 mars 2025)
- Règne des Methanobacteriati : (en) Markus Göker et Aharon Oren, « Valid publication of names of two domains and seven kingdoms of prokaryotes », International Journal of Systematic and Evolutionary Microbiology, Society for General Microbiology (d), vol. 74, no 1,‎ 22 janvier 2024 (ISSN 1466-5026 et 1466-5034, OCLC 807119723, DOI 10.1099/IJSEM.0.006242, lire en ligne , consulté le 13 mars 2025).
- Phylum des Euryarchaeota : (en) G. M. Garrity et J. G. Holt, « Phylum AII. Euryarchaeota phy. nov. », dans Bergey's Manual of Systematic Bacteriology, second edition, volume 1: The Archaea and the deeply branching and phototrophic Bacteria, New York, Springer-Verlag, 2001 (lire en ligne ), p. 211-355.